# Fabio González
Fabio González Estupiñán (Ingenio, Gran Canaria, 12 de febrero de 1997), conocido como Fabio, es un futbolista español que juega como mediocentro, en el C. D. Tenerife en la Segunda División de España.

## Trayectoria
Fabio se formó en las categorías inferiores de la U. D. Las Palmas. Hizo su debut sénior con Las Palmas Atlético el 10 de septiembre de 2016, en un empate 1-1 en Tercera División como visitante frente al U. D. Ibarra.
Fabio anotó su primer gol con el filial el 7 de enero de 2017, en un triunfo a domicilio frente al C. D. Buzanada. Más tarde, consiguió el ascenso de Tercera a Segunda B en la 2016-17 y la permanencia en la categoría de bronce en la 2017-18. Hizo su debut con primer equipo en Primera División el 26 de agosto de 2017, en una derrota en casa de 1-5 contra el Atlético Madrid.
Durante la temporada 2018-19, entrena con el primer equipo de la Liga 123, aunque mantiene la ficha con el filial en Segunda B, disputando partidos en ambas categorías. En noviembre de 2018 amplió su contrato hasta 2023.En junio de 2019 pasó al primer equipo para la temporada 2019-20. Tras dos años de profesional volvió a ampliar su contrato, ahora hasta 2025.
El 2 de enero de 2025, con 127 partidos disputados, rescindió los seis meses que le quedaban de contrato. El mismo día firmó hasta final de temporada con el C. D. Tenerife.

## Clubes
| Club                | País   | Año       |
| ------------------- | ------ | --------- |
| Las Palmas Atlético | España | 2016−2018 |
| U. D. Las Palmas    | España | 2018-2025 |
| C. D. Tenerife      | España | 2025−     |